# Хоплофобија
Хоплофобија је политички неологизам који је исковао пензионисани амерички војни официр Џеф Купер као пејоратив како би описао "ирационалну аверзију према оружју". Такође се користи како би се описао "страх од ватреног оружја" или "страх од наоружаних грађана". Хоплофобија је, у неким мединцинским речницима, једноставно назначена као страх од оружја.

## Порекло израза
Амерички стручњак за ватрено оружје и пензионисани морнарски пуковник Џеф Купер исковао је ову реч 1962. године како би оцрнио и разљутио заговорнике за контролу оружја тиме што им је имплицитно рекао да су њихове мисли "непотребне" и неразумне.
Израз је настао од грчких речи ὅπλον, hoplon, што, између осталог, значи, "руке," и φόβος, phobos, што значи "страх". Купер је тај термин употребио као још једну алтернативу за појмове из сленга. Купер је претпоставио да је "најчешћа манифестација хоплофобије идеја да инструменти поседују споствену вољу, која је раздвојена од воље њиховог корисника". Новинар Димитри Василарос рекао је да је овај израз Купер направио иронично како би се изругивао људима који сматрају да пушке имају слободну вољу.